# Registrske tablice Lihtenštajna
Registracijske oznake za cestna vozila v Lihtenštajnu so sestavljene iz črk FL, ki jim sledi majhna različica grba Lihtenštajna in do pet belih števk, napisanih na črno ozadje, ki uporabljajo enako pisavo kot švicarske registracijske oznake. Črki FL pomenita Fürstentum Liechtenstein. Sistem je enak že od leta 1920.
Velikost sprednjih oznak je 30 cm × 8 cm. Za zadnje tablice obstajata dve možnosti: 30 cm × 16 cm ali 50 cm × 11 cm. Lihtenštajnske registrske oznake so pisane na lastnika, ne na vozilo. Ko se zamenja vozilo, se lahko namesti na novo vozilo enake tablice. Če lastnik ne registrira več nobenega novega vozila, mora oznake vrniti pristojnim službam v Vaduzu.
Lihtenštajn je zadnja evropska država, ki še uporablja črne oznake. V ostalih državah se črne tablice uporabljajo le še za posebne skupine vozil (recimo zgodovinska ali vojaška vozila) ali poleg belih in rumenih oznak (Guernsey, Alderney).
Zaradi majhnosti države (okoli 38.750 prebivalcev) se vsako leto registrira samo okoli 2000 novih vozil. 30. junija 2019 je bilo v Lihtenštajnu registriranih skupno 40.649 motornih vozil in 4.140 priklopnikov.
Julija 2023 so se uporabljale za sledeča vozila te številke:
```
Motorji        : FL 21 – 6300
Motorna vozila : FL 2000 – 41300
Priklopniki    : FL 65100 – 68100
```

## Številski sistem
| Primer | Številke             | Kategorija | Opis |
| ------ | -------------------- | --- | --- |
|        | 1, 2, 3, 4, 6, 8, 10 | Avtomobili | Družina lihtenštajnskega princa |
|        | 5, 7, 9, 11 – 20     | Avtomobili, kombiji | Policija in Vodja vlade |
|        | 21 →                 | Motorji | Standard |
|        | 21 →                 | Izjemna vozila, ki se ne skladajo z masnimi določbami | Izjemna vozila, ki se ne skladajo z masnimi določbami |
|        | 21 →                 | Kmetijska in gozdarska vozila, ki se ne uporabljajo za izletne prevoze | Kmetijska in gozdarska vozila, ki se ne uporabljajo za izletne prevoze |
|        | 21 →                 | Vzdrževalna vozila, ki se uporabljajo za delo | Vzdrževalna vozila, ki se uporabljajo za delo |
|        | 101 U →              | Motorna vozila | Preizkusne / trgovske oznake |
|        | 300 – 1999           | Priklopniki | Priklopniki |
|        | 500 U →              | Motorji | Preizkusne / trgovske oznake |
|        | 600 Z →              | Motorna vozila | Začasne, obračun ni plačan |
|        | 1700 U →             | Priklopniki | Preizkusne / trgovske oznake |
|        | 1800 →               | Motorji | Začasno |
|        | 2000 →               | Motorna vozila | Standard |
|        | 5000 →               | Izjemni priklopniki | Izjemni priklopniki |
|        | 7000 →               | Majhni motorji | Majhni motorji |
|        | 40200 – 40260        | Avtobusi | Javni transport, lihtenštajnski avtobus |
|        | 41441 – 41449        | Kombiji | Lihtenštajnski Rdeči križ |
|        | 50000 →              | Motorna vozila | Začasne, veljavne za 4 dni |
|        | 60000 →              | Priklopniki motorjev | Priklopniki motorjev |
|        | 65100 →              | Priklopniki | Standard |
|        | 80000 →              | Mopedi, E-kolesa | Mopedi, E-kolesa |
|        | 90000 →              | Motorna vozila | Začasne |
|        | 95000 →              | Priklopniki | Začasne |
|        | 00000                | Spominske tablice so nove kontrolne oznake s številko "FL 00000". Material, barva in velikost teh oznak je enaka normalnim. Cena takšne oznake je CHF 25.00, en par pa stane CHF 40.00. Dostopne so na prodajnem pultu Prometne pisarne v Vaduzu. | Spominske tablice so nove kontrolne oznake s številko "FL 00000". Material, barva in velikost teh oznak je enaka normalnim. Cena takšne oznake je CHF 25.00, en par pa stane CHF 40.00. Dostopne so na prodajnem pultu Prometne pisarne v Vaduzu. |